# Niko Kari
Niko Kari (Tuusula, 6 ottobre 1999) è un ex pilota automobilistico finlandese, ha vinto il suo primo campionato formula nella serie SMP F4 al debutto e ha fatto parte del Red Bull Junior Team dal 2016 al 2017.

## Carriera

### Karting
Kari ha iniziato a correre con i karting nel 2009 e ha preso parte alla sua prima gara nel 2010. Ha corso in diverse serie nazionali di karting in Finlandia dal 2010 al 2013. Nel 2014, Kari si è trasferito nel campionato KF European dove ha concluso al quinto posto.

### Formule minori
Kari si è trasferito nei campionati monoposto nel 2015, iniziando dalla serie SMP F4. Vincendo sette gare ha conquistato il titolo con tre gare d'anticipo. Nel 2016 è approdato nel Campionato Europeo di Formula 3 con Motopark. Ha conquistato la vittoria nella prima gara di Imola ai danni di Lance Stroll. Ha concluso il campionato in quinta posizione nella classifica riservata ai rookie e al decimo in quella assoluta.

### GP3 Series

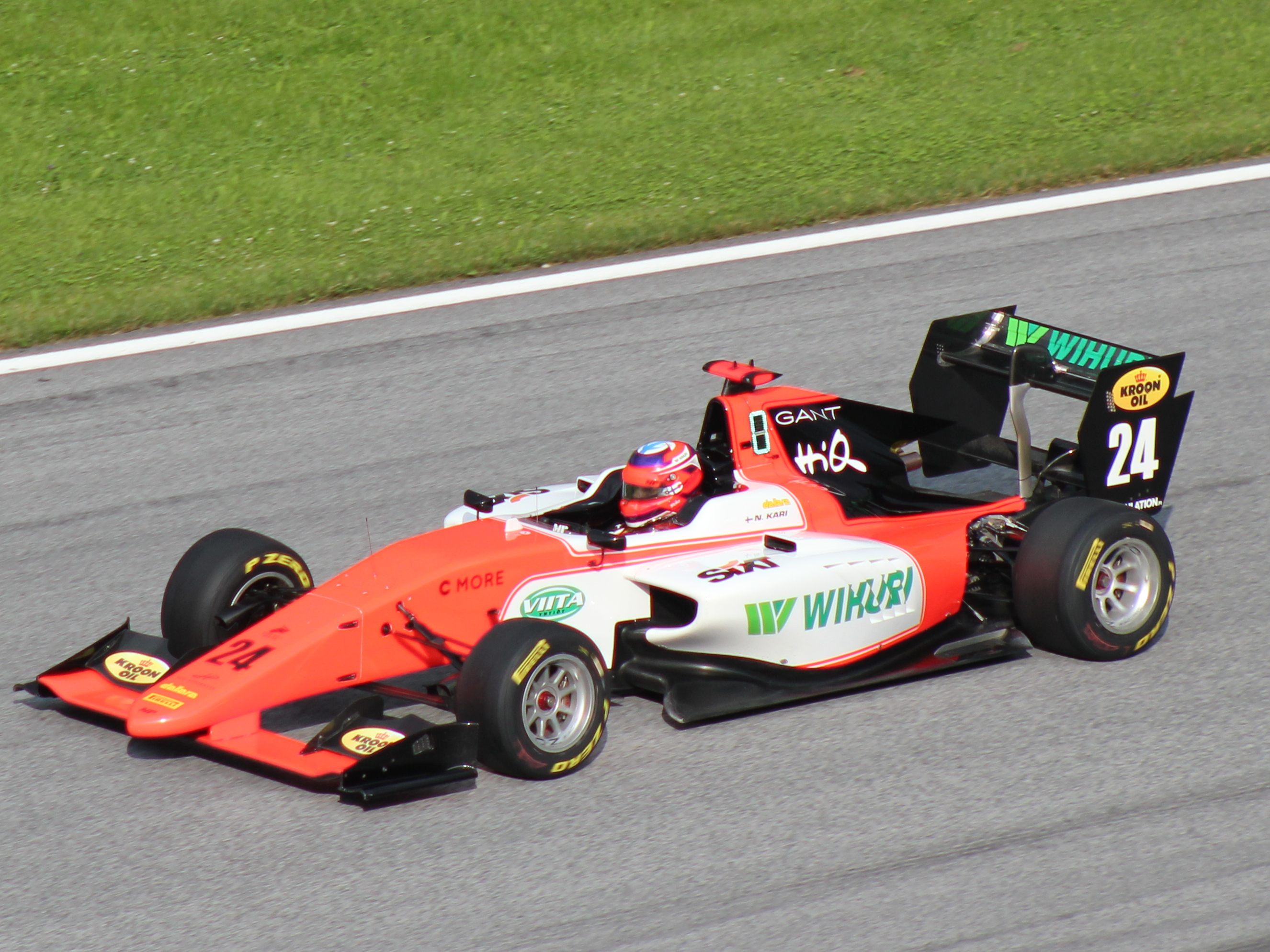
Niko Kari nel 2018 in GP3

Nel mese di agosto 2016, Kari viene annunciato come sostituto di Ralph Boschung in GP3 nella gara di Spa-Francorchamps con il team Koiranen GP. Nel novembre 2016, Helmut Marko ha confermato che Kari avrebbe preso parte alla serie a tempo pieno nel 2017. A gennaio del 2017, viene confermato il suo ingaggio da parte del team Arden International. Nel corso della stagione ottiene la sua prima vittoria nella categoria a Yas Marina e si piazza decimo in classifica generale.
Per la stagione 2018 approda nel team olandese MP Motorsport. Riesce ad ottenere soltanto tre piazzamenti a punti, con un sesto posto come miglior risultato, prima di salire di categoria passando in Formula 2.

### Formula 2 e Formula 3
A partire dall'appuntamento di Sochi della stagione 2018 debutta in Formula 2 con il team MP Motorsport, sostituendo Ralph Boschung per gli ultimi due appuntamenti. I risultati pero sono molto negativi, nelle quattro gare che disputa in tre è costretto al ritiro.
Nel 2019 Kari non trova un sedile nella Formula 2 e ripiega sul nuovo Campionato FIA di Formula 3 con il team italiano Trident. Il finlandese conquista un ottimo terzo posto in Catalogna, la seconda gara stagionale e si ripete nella penultima gara a Soči arrivando dietro i due piloti della Ferrari Driver Academy, Armstrong e Švarcman. Chiude così la stagione al dodicesimo posto.

### Formula 1
Nel dicembre 2015, Kari, insieme al suo compagno di squadra Sérgio Sette Câmara, è diventato membro del Red Bull Junior Team e quindi collaudatore della Scuderia Toro Rosso. Nel novembre 2016, è stato confermato che Kari rimarrà nell'accademy. Nell'agosto del 2017 viene confermata l'uscita dal programma junior della RedBull alla fine della stagione di GP3.

### Endurance
Nel 2020 Kari lascia le monoposto per passare al endurance nella European Le Mans Series con il team EuroInternational con la LMP3. L'equipaggio chiude quarto in classifica con due podi al attivo.

### Ritorno in Formula 3
Nel 2022 torna in Formula 3 dopo un anno sabbatico, correndo per il team Jenzer Motorsport.

## Risultati

### Riassunto della carriera
| Stagione | Serie                          | Team                | Gare | Vittorie | Pole | GPV | Podi | Punti | Pos. |
| -------- | ------------------------------ | ------------------- | ---- | -------- | ---- | --- | ---- | ----- | ---- |
| 2015     | SMP F4 Championship            | Koiranen GP         | 21   | 7        | 4    | 9   | 19   | 449   | 1º   |
| 2016     | Formula 3 Europea              | Motopark            | 30   | 1        | 0    | 0   | 5    | 129   | 10º  |
| 2016     | Masters di Formula 3           | Motopark            | 1    | 0        | 0    | 0   | 1    | N/A   | 2º   |
| 2016     | GP3 Series                     | Koiranen GP         | 2    | 0        | 0    | 0   | 0    | 0     | 26º  |
| 2017     | GP3 Series                     | Arden International | 15   | 1        | 0    | 1   | 2    | 63    | 10º  |
| 2018     | GP3 Series                     | MP Motorsport       | 14   | 0        | 0    | 0   | 0    | 6     | 17º  |
| 2018     | Formula 2                      | MP Motorsport       | 4    | 0        | 0    | 0   | 0    | 0     | 24º  |
| 2019     | Formula 3                      | Trident             | 16   | 0        | 0    | 0   | 2    | 36    | 12º  |
| 2019     | Formula Regional European      | KIC Motorsport      | 3    | 0        | 0    | 0   | 0    | 26    | 15º  |
| 2020     | European Le Mans Series - LMP3 | Eurointernational   | 5    | 0        | 0    | 1   | 2    | 55    | 4º   |
| 2022     | Formula 3                      | Jenzer Motorsport   | 2    | 0        | 0    | 0   | 0    | 0     | 30º  |

### Risultati in Formula 3 Europea
| Stagione | Team     | Motore     | 1       | 2        | 3        | 4       | 5         | 6       | 7        | 8        | 9       | 10       | 11      | 12      | 13      | 14       | 15        | 16      | 17       | 18       | 19       | 20       | 21      | 22      | 23       | 24    | 25    | 26      | 27        | 28       | 29       | 30       | Pos | Punti |
| -------- | -------- | ---------- | ------- | -------- | -------- | ------- | --------- | ------- | -------- | -------- | ------- | -------- | ------- | ------- | ------- | -------- | --------- | ------- | -------- | -------- | -------- | -------- | ------- | ------- | -------- | ----- | ----- | ------- | --------- | -------- | -------- | -------- | --- | ----- |
| 2016     | Motopark | Volkswagen | LEC 1 8 | LEC 2 16 | LEC 3 15 | HUN 1 2 | HUN 2 Ret | HUN 3 8 | PAU 1 19 | PAU 2 11 | PAU 3 8 | RBR 1 20 | RBR 2 3 | RBR 3 8 | NOR 1 2 | NOR 2 12 | NOR 3 Ret | ZAN 1 6 | ZAN 2 11 | ZAN 3 11 | SPA 1 11 | SPA 2 10 | SPA 3 7 | NÜR 1 8 | NÜR 2 10 | NÜR 3 | IMO 1 | IMO 2 9 | IMO 3 Ret | HOC 1 14 | HOC 2 12 | HOC 3 13 | 10º | 129   |

### Risultati in GP3 Series
(legenda) (Le gare in grassetto indicano la pole position) (Le gare in corsivo indicano Gpv)
| Stagione | Team                | 1   | 2   | 3   | 4   | 5   | 6   | 7   | 8   | 9   | 10  | 11  | 12  | 13  | 14  | 15  | 16  | 17  | 18  | Punti | Pos |
| -------- | ------------------- | --- | --- | --- | --- | --- | --- | --- | --- | --- | --- | --- | --- | --- | --- | --- | --- | --- | --- | ----- | --- |
| 2016     | Koiranen GP         | CAT | CAT | RBR | RBR | SIL | SIL | HUN | HUN | HOC | HOC | SPA | SPA | MNZ | MNZ | SEP | SEP | YMC | YMC | 0     | 26º |
| 2016     | Koiranen GP         |     |     |     |     |     |     |     |     |     |     | Rit | 14  |     |     |     |     |     |     | 0     | 26º |
| 2017     | Arden International | CAT | CAT | RBR | RBR | SIL | SIL | HUN | HUN | SPA | SPA | MNZ | MNZ | JER | JER | YMC | YMC |     |     | 63    | 10º |
| 2017     | Arden International | 15  | 14  | Rit | 18  | 5   | 3   | 9   | 6   | 9   | 9   | 15† | C   | 6   | 19  | 1   | 13  |     |     | 63    | 10º |
| 2018     | MP Motorsport       | CAT | CAT | LEC | LEC | RBR | RBR | SIL | SIL | HUN | HUN | SPA | SPA | MNZ | MNZ | SOC | SOC | YMC | YMC | 6     | 17º |
| 2018     | MP Motorsport       | Rit | 6   | SQ  | Rit | 11  | 8   | 1   | Rit | Rit | Rit | 14  | 12  | 10  | 10  |     |     |     |     | 6     | 17º |

### Risultati in Formula 3
(legenda) (Le gare in grassetto indicano la pole position) (Le gare in corsivo indicano Gpv)
| Stagione | Team              | 1   | 2   | 3   | 4   | 5   | 6   | 7   | 8   | 9   | 10  | 11  | 12  | 13  | 14  | 15  | 16  | 17  | 18  | Punti | Pos. |
| -------- | ----------------- | --- | --- | --- | --- | --- | --- | --- | --- | --- | --- | --- | --- | --- | --- | --- | --- | --- | --- | ----- | ---- |
| 2019     | Trident           | CAT | CAT | LEC | LEC | RBR | RBR | SIL | SIL | HUN | HUN | SPA | SPA | MNZ | MNZ | SOC | SOC |     |     | 36    | 12º  |
| 2019     | Trident           | 8   | 3   | 18  | 24  | 11  | 8   | 18  | 19  | 14  | 12  | 19  | Rit | Rit | 15  | 3   | 5   |     |     | 36    | 12º  |
| 2022     | Jenzer Motorsport | BHR | BHR | IMO | IMO | CAT | CAT | SIL | SIL | RBR | RBR | HUN | HUN | SPA | SPA | ZAN | ZAN | MNZ | MNZ | 0     | 30º  |
| 2022     | Jenzer Motorsport | 26  | 14  |     |     |     |     |     |     |     |     |     |     |     |     |     |     |     |     | 0     | 30º  |

### Risultati in Formula 2
(legenda) (Le gare in grassetto indicano la pole position) (Le gare in corsivo indicano Gpv)
| Stagione | Squadra       | 1   | 2   | 3   | 4   | 5   | 6   | 7   | 8   | 9   | 10  | 11  | 12  | 13  | 14  | 15  | 16  | 17  | 18  | 19  | 20  | 21  | 22  | 23  | 24  | Punti | Pos. |
| -------- | ------------- | --- | --- | --- | --- | --- | --- | --- | --- | --- | --- | --- | --- | --- | --- | --- | --- | --- | --- | --- | --- | --- | --- | --- | --- | ----- | ---- |
| 2018     | MP Motorsport | BHR | BHR | BAK | BAK | CAT | CAT | MON | MON | LEC | LEC | RBR | RBR | SIL | SIL | HUN | HUN | SPA | SPA | MNZ | MNZ | SOC | SOC | YMC | YMC | 0     | 24º  |
| 2018     | MP Motorsport |     |     |     |     |     |     |     |     |     |     |     |     |     |     |     |     |     |     |     |     | Rit | Rit | 15  | Rit | 0     | 24º  |